# Mađarski kulturni centar Népkör
Mađarski kulturni centar Népkör iz Subotice je kulturna organizacija mađarske manjine u autonomnoj pokrajini Vojvodini, Republika Srbija.
Osnovan je 1872. godine. Osnovali su ga građani i radnici lijeve političke orijentacije.
Sjedište društva je na adresi Žarka Zrenjanina 11, Subotica.
Cilj djelovanja ovog centra su bile poboljšanje kulturne razine putem organiziranja druženja, književnih večeri, plesnih svečanosti, širenja i razmjene ideja i drugo.
U sklopu MKC Népkör djeluje nekoliko sekcija: folklorna, literarna, sekcija za likovnu umjetnost, ručne radove, umjetničke zanate, dramska (za dječju glumu, Dramski studio), glazbena (orkestar Juhas, ženski zbor (Szalagfűző leánykórus) i zbor narodnih pjesama Sederinda), igraonica, i sekcija za rekreaciju. MKC Népkör raspolaže knjižnicom i čitaonicom.
Od 2002. se u prostorijama ovog Centra održava međunarodni festival. Dio festivalskog programa je smotra mađarskog folklora za djecu i odrasle te ostali kulturno-umjetnički programi.